# Ріверв'ю (Вісконсин)
Ріверв'ю (англ. Riverview) — місто (англ. town) в США, в окрузі Оконто штату Вісконсин. Населення — 819 осіб (2020).

## Демографія
Згідно з переписом 2010 року, у місті мешкало 725 осіб у 378 домогосподарствах у складі 232 родин. Було 1639 помешкань
Расовий склад населення:
| - 97,1 % — білих - 1,1 % — корінних американців - 0,1 % — азіатів |

До двох чи більше рас належало 1,4 %. Частка іспаномовних становила 0,6 % від усіх жителів.
За віковим діапазоном населення розподілялося таким чином: 9,0 % — особи молодші 18 років, 55,6 % — особи у віці 18—64 років, 35,4 % — особи у віці 65 років та старші. Медіана віку мешканця становила 59,8 року. На 100 осіб жіночої статі у місті припадало 114,5 чоловіків;  на 100 жінок у віці від 18 років та старших — 115,7 чоловіків також старших 18 років.
Середній дохід на одне домашнє господарство  становив 62 459 доларів США (медіана — 46 467), а середній дохід на одну сім'ю — 71 706 доларів (медіана — 56 750). Медіана доходів становила 52 019 доларів для чоловіків та 40 109 доларів для жінок. За межею бідності перебувало 9,2 % осіб, у тому числі 22,3 % дітей у віці до 18 років та 5,6 % осіб у віці 65 років та старших.
Цивільне працевлаштоване населення становило 378 осіб. Основні галузі зайнятості: виробництво — 22,2 %, мистецтво, розваги та відпочинок — 18,5 %, освіта, охорона здоров'я та соціальна допомога — 16,9 %.